# Jakunowo
Jakunowo (niem. Angertal) – wieś w Polsce położona w województwie warmińsko-mazurskim, w powiecie węgorzewskim, w gminie Węgorzewo.
W latach 1975–1998 miejscowość administracyjnie należała do województwa suwalskiego.

## Nazwa
12 lutego 1948 r. ustalono urzędową polską nazwę miejscowości – Jakunowo, określając drugi przypadek jako Jakunowa, a przymiotnik – jakunowski.